# Copa Argentina 2024
La Copa Argentina 2024 (llamada Copa Argentina «AXION Energy» 2024 por motivos de patrocinio) fue la decimocuarta edición de la competición, organizada por la Asociación del Fútbol Argentino, y la duodécima de su nueva etapa. 
La competencia contó, en su fase final, con la participación de sesenta y cuatro equipos: los veintiocho que disputaron la Liga Profesional 2023; los quince mejor ubicados en ambas zonas de la Primera Nacional 2023; el campeón y los mejores cuatro de la tabla general de posiciones de la Primera B 2023; los dos primeros y los dos mejores terceros de cada zona de la etapa clasificatoria del Torneo Federal A 2023; el campeón, los dos mejores de la tabla final de posiciones y el ganador del reducido de la Primera C 2023 y el ganador de cada uno de los torneos de la Primera D 2023.
El sorteo se realizó en el predio de la AFA, ubicado en la localidad de Ezeiza, el 19 de diciembre del 2023. Este sorteo introdujo un cambio importante con respecto a las ediciones anteriores, que aseguró que la única instancia en la que puede disputarse un encuentro entre los principales rivales clásicos sea la final.
Consagró campeón al Club Atlético Central Córdoba, de la provincia de Santiago del Estero, que logró su primer título oficial en competencias de AFA al derrotar a Vélez Sarsfield por 1-0, en la final disputada en el Estadio 15 de Abril de Santa Fe. Obtuvo, así, la clasificación a la Copa Libertadores 2025, en la cual será su primera participación en su historia, y a la final de la Supercopa Argentina 2024.

## Equipos participantes
Nota: En negrita, el equipo campeón

### Primera División
| Argentinos Juniors | Arsenal            | Atlético Tucumán | Banfield                |
| Barracas Central   | Belgrano           | Boca Juniors     | Central Córdoba (SdE)   |
| Colón              | Defensa y Justicia | Estudiantes (LP) | Gimnasia y Esgrima (LP) |
| Godoy Cruz         | Huracán            | Independiente    | Instituto               |
| Lanús              | Newell's Old Boys  | Platense         | Racing Club             |
| River Plate        | Rosario Central    | San Lorenzo      | Sarmiento (J)           |
| Talleres (C)       | Tigre              | Unión            | Vélez Sarsfield         |

### Segunda división

#### Primera Nacional
| Agropecuario           | Almirante Brown         | Atlético de Rafaela | Chacarita Juniors |
| Defensores de Belgrano | Deportivo Maipú         | Deportivo Riestra   | Estudiantes (RC)  |
| Gimnasia y Esgrima (M) | Independiente Rivadavia | Mitre (SdE)         | Quilmes           |
| San Martín (SJ)        | San Martín (T)          | Temperley           |                   |

### Tercera división

#### Primera B
| Argentino de Quilmes | Comunicaciones | Los Andes | San Miguel |
| Talleres (RdE)       |                |           |            |

#### Torneo Federal A
| Argentino (MM)       | Central Norte (S) | Ciudad de Bolívar            | Douglas Haig |
| Gimnasia y Tiro (S)  | Independiente (C) | Juventud Unida Universitario | Olimpo       |
| Sportivo Las Parejas | Villa Mitre       |                              |              |

### Cuarta división

#### Primera C
| Deportivo Laferrere | Excursionistas | Ferrocarril Midland | San Martín (B) |

### Quinta división

#### Primera D
| Centro Español | El Porvenir |  |

### Distribución geográfica de los equipos
| Región                           | Equipos |
| -------------------------------- | ------- |
| Provincia de Buenos Aires        | 30      |
| Ciudad de Buenos Aires           | 11      |
| Provincia de Santa Fe            | 6       |
| Provincia de Córdoba             | 5       |
| Provincia de Mendoza             | 4       |
| Provincia de Tucumán             | 2       |
| Provincia de Salta               | 2       |
| Provincia de Santiago del Estero | 2       |
| Provincia de San Luis            | 1       |
| Provincia de San Juan            | 1       |
| Total                            | 64      |

## Sedes
Los siguientes estadios formaron parte de las sedes en las que se disputaron los partidos. 
|                                                                       |                                                        |                                                                       |                                                                |
|                                                                       |                                                        |                                                                       |                                                                |
| 15 de Abril Ciudad: Santa Fe Capacidad: 26 500                        | Alfredo Beranger Ciudad: Turdera Capacidad:26 000      | Brigadier General Estanislao López Ciudad: Santa Fe Capacidad: 40 000 | Centenario Ciudad de Quilmes Ciudad: Quilmes Capacidad: 30 200 |
|                                                                       |                                                        |                                                                       |                                                                |
| Ciudad de Caseros Ciudad: Caseros Capacidad: 18 500                   | Ciudad de Lanús Ciudad: Lanús Capacidad: 47 027        | Ciudad de Vicente López Ciudad: Florida Capacidad: 32 300             | Eva Perón Ciudad: Junín Capacidad: 22 000                      |
|                                                                       |                                                        |                                                                       |                                                                |
| Juan Carmelo Zerillo Ciudad: La Plata Capacidad: 24 500               | Juan Gilberto Funes Ciudad: La Punta Capacidad: 15 062 | Julio César Villagra Ciudad: Córdoba Capacidad: 34 830                | Julio Humberto Grondona Ciudad: Sarandí Capacidad: 18 500      |
|                                                                       |                                                        |                                                                       |                                                                |
| Libertadores de América Ciudad: Avellaneda Capacidad: 43 000          | Malvinas Argentinas Ciudad: Mendoza Capacidad: 42 000  | Marcelo Bielsa Ciudad: Rosario Capacidad: 42 000                      | Mario Alberto Kempes Ciudad: Córdoba Capacidad: 57 000         |
|                                                                       |                                                        |                                                                       |                                                                |
| Norberto Tomaghello Ciudad: Gobernador Costa Capacidad: 20 000        | Nuevo Monumental Ciudad: Rafaela Capacidad: 20 660     | Presbítero Bartolomé Grella Ciudad: Paraná Capacidad: 22 000          | Único de San Nicolás Ciudad: San Nicolás Capacidad: 25 000     |
|                                                                       |                                                        |                                                                       |                                                                |
| Único Madre de Ciudades Ciudad: Santiago del Estero Capacidad: 30 000 |                                                        |                                                                       |                                                                |

## Fase final

### Cuadro de desarrollo
|  | Treintaidosavos de final                       | Treintaidosavos de final                       | Treintaidosavos de final |       |                                         | Dieciseisavos de final       | Dieciseisavos de final | Dieciseisavos de final |  |                                                | Octavos de final      | Octavos de final | Octavos de final |  |                                                | Cuartos de final      | Cuartos de final | Cuartos de final |  |                                      | Semifinales                                    | Semifinales           | Semifinales |  |  | Final                                          | Final                 | Final |
|  |                                                |                                                |                          |       |                                         |                              |                        |                        |  |                                                |                       |                  |                  |  |                                                |                       |                  |                  |  |                                      |                                                |                       |             |  |  |                                                |                       |       |
|  | Bandera de la Ciudad de Buenos Aires           | Boca Juniors                                   | 3                        |       |                                         |                              |                        |                        |  |                                                |                       |                  |                  |  |                                                |                       |                  |                  |  |                                      |                                                |                       |             |  |  |                                                |                       |       |
|  | Bandera de la Provincia de Salta               | Central Norte (S)                              | 0                        |       |                                         |                              |                        |                        |  |                                                |                       |                  |                  |  |                                                |                       |                  |                  |  |                                      |                                                |                       |             |  |  |                                                |                       |       |
|  | Bandera de la Provincia de Salta               | Central Norte (S)                              | 0                        |       | Bandera de la Ciudad de Buenos Aires    | Boca Juniors                 | 2                      |                        |  |                                                |                       |                  |                  |  |                                                |                       |                  |                  |  |                                      |                                                |                       |             |  |  |                                                |                       |       |
|  |                                                |                                                |                          |       | Bandera de la Ciudad de Buenos Aires    | Boca Juniors                 | 2                      |                        |  |                                                |                       |                  |                  |  |                                                |                       |                  |                  |  |                                      |                                                |                       |             |  |  |                                                |                       |       |
|  |                                                | Bandera de la Provincia de Buenos Aires        | Almirante Brown          | 1     |                                         |                              |                        |                        |  |                                                |                       |                  |                  |  |                                                |                       |                  |                  |  |                                      |                                                |                       |             |  |  |                                                |                       |       |
|  | Bandera de la Provincia de Buenos Aires        | Bandera de la Provincia de Buenos Aires        | Almirante Brown          | 1     | Almirante Brown                         | 3 (3)                        |                        |                        |  |                                                |                       |                  |                  |  |                                                |                       |                  |                  |  |                                      |                                                |                       |             |  |  |                                                |                       |       |
|  | Bandera de la Provincia de Buenos Aires        |                                                |                          |       | Almirante Brown                         | 3 (3)                        |                        |                        |  |                                                |                       |                  |                  |  |                                                |                       |                  |                  |  |                                      |                                                |                       |             |  |  |                                                |                       |       |
|  | Bandera de la Provincia de Tucumán             | San Martín (T)                                 | 3 (1)                    |       |                                         |                              |                        |                        |  |                                                |                       |                  |                  |  |                                                |                       |                  |                  |  |                                      |                                                |                       |             |  |  |                                                |                       |       |
|  | Bandera de la Provincia de Tucumán             | San Martín (T)                                 | 3 (1)                    |       |                                         |                              |                        |                        |  | Bandera de la Ciudad de Buenos Aires           | Boca Juniors          | 1 (8)            |                  |  |                                                |                       |                  |                  |  |                                      |                                                |                       |             |  |  |                                                |                       |       |
|  |                                                |                                                |                          |       |                                         |                              |                        |                        |  | Bandera de la Ciudad de Buenos Aires           | Boca Juniors          | 1 (8)            |                  |  |                                                |                       |                  |                  |  |                                      |                                                |                       |             |  |  |                                                |                       |       |
|  |                                                | Bandera de la Provincia de Córdoba             | Talleres (C)             | 1 (7) |                                         |                              |                        |                        |  |                                                |                       |                  |                  |  |                                                |                       |                  |                  |  |                                      |                                                |                       |             |  |  |                                                |                       |       |
|  | Bandera de la Provincia de Córdoba             | Bandera de la Provincia de Córdoba             | Talleres (C)             | 1 (7) | Talleres (C)                            | 3                            |                        |                        |  |                                                |                       |                  |                  |  |                                                |                       |                  |                  |  |                                      |                                                |                       |             |  |  |                                                |                       |       |
|  | Bandera de la Provincia de Córdoba             |                                                |                          |       | Talleres (C)                            | 3                            |                        |                        |  |                                                |                       |                  |                  |  |                                                |                       |                  |                  |  |                                      |                                                |                       |             |  |  |                                                |                       |       |
|  | Bandera de la Provincia de Buenos Aires        | Agropecuario                                   | 0                        |       |                                         |                              |                        |                        |  |                                                |                       |                  |                  |  |                                                |                       |                  |                  |  |                                      |                                                |                       |             |  |  |                                                |                       |       |
|  | Bandera de la Provincia de Buenos Aires        | Agropecuario                                   | 0                        |       | Bandera de la Provincia de Córdoba      | Talleres (C)                 | 1                      |                        |  |                                                |                       |                  |                  |  |                                                |                       |                  |                  |  |                                      |                                                |                       |             |  |  |                                                |                       |       |
|  |                                                |                                                |                          |       | Bandera de la Provincia de Córdoba      | Talleres (C)                 | 1                      |                        |  |                                                |                       |                  |                  |  |                                                |                       |                  |                  |  |                                      |                                                |                       |             |  |  |                                                |                       |       |
|  |                                                | Bandera de la Provincia de Santa Fe            | Colón                    | 0     |                                         |                              |                        |                        |  |                                                |                       |                  |                  |  |                                                |                       |                  |                  |  |                                      |                                                |                       |             |  |  |                                                |                       |       |
|  | Bandera de la Provincia de Santa Fe            | Bandera de la Provincia de Santa Fe            | Colón                    | 0     | Colón                                   | 2                            |                        |                        |  |                                                |                       |                  |                  |  |                                                |                       |                  |                  |  |                                      |                                                |                       |             |  |  |                                                |                       |       |
|  | Bandera de la Provincia de Santa Fe            |                                                |                          |       | Colón                                   | 2                            |                        |                        |  |                                                |                       |                  |                  |  |                                                |                       |                  |                  |  |                                      |                                                |                       |             |  |  |                                                |                       |       |
|  | Bandera de la Provincia de Buenos Aires        | Los Andes                                      | 1                        |       |                                         |                              |                        |                        |  |                                                |                       |                  |                  |  |                                                |                       |                  |                  |  |                                      |                                                |                       |             |  |  |                                                |                       |       |
|  | Bandera de la Provincia de Buenos Aires        | Los Andes                                      | 1                        |       |                                         |                              |                        |                        |  |                                                |                       |                  |                  |  | Bandera de la Ciudad de Buenos Aires           | Boca Juniors          | 1 (2)            |                  |  |                                      |                                                |                       |             |  |  |                                                |                       |       |
|  |                                                |                                                |                          |       |                                         |                              |                        |                        |  |                                                |                       |                  |                  |  | Bandera de la Ciudad de Buenos Aires           | Boca Juniors          | 1 (2)            |                  |  |                                      |                                                |                       |             |  |  |                                                |                       |       |
|  |                                                | Bandera de la Provincia de Buenos Aires        | Gimnasia y Esgrima (LP)  | 1 (1) |                                         |                              |                        |                        |  |                                                |                       |                  |                  |  |                                                |                       |                  |                  |  |                                      |                                                |                       |             |  |  |                                                |                       |       |
|  | Bandera de la Provincia de Santa Fe            | Bandera de la Provincia de Buenos Aires        | Gimnasia y Esgrima (LP)  | 1 (1) | Rosario Central                         | 1 (4)                        |                        |                        |  |                                                |                       |                  |                  |  |                                                |                       |                  |                  |  |                                      |                                                |                       |             |  |  |                                                |                       |       |
|  | Bandera de la Provincia de Santa Fe            |                                                |                          |       | Rosario Central                         | 1 (4)                        |                        |                        |  |                                                |                       |                  |                  |  |                                                |                       |                  |                  |  |                                      |                                                |                       |             |  |  |                                                |                       |       |
|  | Bandera de la Provincia de Buenos Aires        | Douglas Haig                                   | 1 (3)                    |       |                                         |                              |                        |                        |  |                                                |                       |                  |                  |  |                                                |                       |                  |                  |  |                                      |                                                |                       |             |  |  |                                                |                       |       |
|  | Bandera de la Provincia de Buenos Aires        | Douglas Haig                                   | 1 (3)                    |       | Bandera de la Provincia de Santa Fe     | Rosario Central              | 0                      |                        |  |                                                |                       |                  |                  |  |                                                |                       |                  |                  |  |                                      |                                                |                       |             |  |  |                                                |                       |       |
|  |                                                |                                                |                          |       | Bandera de la Provincia de Santa Fe     | Rosario Central              | 0                      |                        |  |                                                |                       |                  |                  |  |                                                |                       |                  |                  |  |                                      |                                                |                       |             |  |  |                                                |                       |       |
|  |                                                | Bandera de la Ciudad de Buenos Aires           | Barracas Central         | 1     |                                         |                              |                        |                        |  |                                                |                       |                  |                  |  |                                                |                       |                  |                  |  |                                      |                                                |                       |             |  |  |                                                |                       |       |
|  | Bandera de la Ciudad de Buenos Aires           | Bandera de la Ciudad de Buenos Aires           | Barracas Central         | 1     | Barracas Central                        | 0 (4)                        |                        |                        |  |                                                |                       |                  |                  |  |                                                |                       |                  |                  |  |                                      |                                                |                       |             |  |  |                                                |                       |       |
|  | Bandera de la Ciudad de Buenos Aires           |                                                |                          |       | Barracas Central                        | 0 (4)                        |                        |                        |  |                                                |                       |                  |                  |  |                                                |                       |                  |                  |  |                                      |                                                |                       |             |  |  |                                                |                       |       |
|  | Bandera de la Provincia de Buenos Aires        | San Miguel                                     | 0 (2)                    |       |                                         |                              |                        |                        |  |                                                |                       |                  |                  |  |                                                |                       |                  |                  |  |                                      |                                                |                       |             |  |  |                                                |                       |       |
|  | Bandera de la Provincia de Buenos Aires        | San Miguel                                     | 0 (2)                    |       |                                         |                              |                        |                        |  | Bandera de la Ciudad de Buenos Aires           | Barracas Central      | 0                |                  |  |                                                |                       |                  |                  |  |                                      |                                                |                       |             |  |  |                                                |                       |       |
|  |                                                |                                                |                          |       |                                         |                              |                        |                        |  | Bandera de la Ciudad de Buenos Aires           | Barracas Central      | 0                |                  |  |                                                |                       |                  |                  |  |                                      |                                                |                       |             |  |  |                                                |                       |       |
|  |                                                | Bandera de la Provincia de Buenos Aires        | Gimnasia y Esgrima (LP)  | 1     |                                         |                              |                        |                        |  |                                                |                       |                  |                  |  |                                                |                       |                  |                  |  |                                      |                                                |                       |             |  |  |                                                |                       |       |
|  | Bandera de la Provincia de Tucumán             | Bandera de la Provincia de Buenos Aires        | Gimnasia y Esgrima (LP)  | 1     | Atlético Tucumán                        | 4                            |                        |                        |  |                                                |                       |                  |                  |  |                                                |                       |                  |                  |  |                                      |                                                |                       |             |  |  |                                                |                       |       |
|  | Bandera de la Provincia de Tucumán             |                                                |                          |       | Atlético Tucumán                        | 4                            |                        |                        |  |                                                |                       |                  |                  |  |                                                |                       |                  |                  |  |                                      |                                                |                       |             |  |  |                                                |                       |       |
|  | Bandera de la Ciudad de Buenos Aires           | Defensores de Belgrano                         | 0                        |       |                                         |                              |                        |                        |  |                                                |                       |                  |                  |  |                                                |                       |                  |                  |  |                                      |                                                |                       |             |  |  |                                                |                       |       |
|  | Bandera de la Ciudad de Buenos Aires           | Defensores de Belgrano                         | 0                        |       | Bandera de la Provincia de Tucumán      | Atlético Tucumán             | 1                      |                        |  |                                                |                       |                  |                  |  |                                                |                       |                  |                  |  |                                      |                                                |                       |             |  |  |                                                |                       |       |
|  |                                                |                                                |                          |       | Bandera de la Provincia de Tucumán      | Atlético Tucumán             | 1                      |                        |  |                                                |                       |                  |                  |  |                                                |                       |                  |                  |  |                                      |                                                |                       |             |  |  |                                                |                       |       |
|  |                                                | Bandera de la Provincia de Buenos Aires        | Gimnasia y Esgrima (LP)  | 2     |                                         |                              |                        |                        |  |                                                |                       |                  |                  |  |                                                |                       |                  |                  |  |                                      |                                                |                       |             |  |  |                                                |                       |       |
|  | Bandera de la Provincia de Buenos Aires        | Bandera de la Provincia de Buenos Aires        | Gimnasia y Esgrima (LP)  | 2     | Gimnasia y Esgrima (LP)                 | 2                            |                        |                        |  |                                                |                       |                  |                  |  |                                                |                       |                  |                  |  |                                      |                                                |                       |             |  |  |                                                |                       |       |
|  | Bandera de la Provincia de Buenos Aires        |                                                |                          |       | Gimnasia y Esgrima (LP)                 | 2                            |                        |                        |  |                                                |                       |                  |                  |  |                                                |                       |                  |                  |  |                                      |                                                |                       |             |  |  |                                                |                       |       |
|  | Bandera de la Provincia de Buenos Aires        | Centro Español                                 | 1                        |       |                                         |                              |                        |                        |  |                                                |                       |                  |                  |  |                                                |                       |                  |                  |  |                                      |                                                |                       |             |  |  |                                                |                       |       |
|  | Bandera de la Provincia de Buenos Aires        | Centro Español                                 | 1                        |       |                                         |                              |                        |                        |  |                                                |                       |                  |                  |  |                                                |                       |                  |                  |  | Bandera de la Ciudad de Buenos Aires | Boca Juniors                                   | 3                     |             |  |  |                                                |                       |       |
|  |                                                |                                                |                          |       |                                         |                              |                        |                        |  |                                                |                       |                  |                  |  |                                                |                       |                  |                  |  | Bandera de la Ciudad de Buenos Aires | Boca Juniors                                   | 3                     |             |  |  |                                                |                       |       |
|  |                                                |                                                |                          |       |                                         |                              |                        |                        |  |                                                |                       |                  |                  |  |                                                |                       |                  |                  |  |                                      | Bandera de la Ciudad de Buenos Aires           | Vélez Sarsfield       | 4           |  |  |                                                |                       |       |
|  | Bandera de la Ciudad de Buenos Aires           | San Lorenzo                                    | 1                        |       |                                         |                              |                        |                        |  |                                                |                       |                  |                  |  |                                                |                       |                  |                  |  |                                      | Bandera de la Ciudad de Buenos Aires           | Vélez Sarsfield       | 4           |  |  |                                                |                       |       |
|  | Bandera de la Ciudad de Buenos Aires           | San Lorenzo                                    | 1                        |       |                                         |                              |                        |                        |  |                                                |                       |                  |                  |  |                                                |                       |                  |                  |  |                                      |                                                |                       |             |  |  |                                                |                       |       |
|  | Bandera de la Provincia de Buenos Aires        | Independiente (C)                              | 0                        |       |                                         |                              |                        |                        |  |                                                |                       |                  |                  |  |                                                |                       |                  |                  |  |                                      |                                                |                       |             |  |  |                                                |                       |       |
|  | Bandera de la Provincia de Buenos Aires        | Independiente (C)                              | 0                        |       | Bandera de la Ciudad de Buenos Aires    | San Lorenzo                  | 2                      |                        |  |                                                |                       |                  |                  |  |                                                |                       |                  |                  |  |                                      |                                                |                       |             |  |  |                                                |                       |       |
|  |                                                |                                                |                          |       | Bandera de la Ciudad de Buenos Aires    | San Lorenzo                  | 2                      |                        |  |                                                |                       |                  |                  |  |                                                |                       |                  |                  |  |                                      |                                                |                       |             |  |  |                                                |                       |       |
|  |                                                | Bandera de la Provincia de Buenos Aires        | Chacarita Juniors        | 0     |                                         |                              |                        |                        |  |                                                |                       |                  |                  |  |                                                |                       |                  |                  |  |                                      |                                                |                       |             |  |  |                                                |                       |       |
|  | Bandera de la Provincia de Buenos Aires        | Bandera de la Provincia de Buenos Aires        | Chacarita Juniors        | 0     | Tigre                                   | 1 (4)                        |                        |                        |  |                                                |                       |                  |                  |  |                                                |                       |                  |                  |  |                                      |                                                |                       |             |  |  |                                                |                       |       |
|  | Bandera de la Provincia de Buenos Aires        |                                                |                          |       | Tigre                                   | 1 (4)                        |                        |                        |  |                                                |                       |                  |                  |  |                                                |                       |                  |                  |  |                                      |                                                |                       |             |  |  |                                                |                       |       |
|  | Bandera de la Provincia de Buenos Aires        | Chacarita Juniors                              | 1 (5)                    |       |                                         |                              |                        |                        |  |                                                |                       |                  |                  |  |                                                |                       |                  |                  |  |                                      |                                                |                       |             |  |  |                                                |                       |       |
|  | Bandera de la Provincia de Buenos Aires        | Chacarita Juniors                              | 1 (5)                    |       |                                         |                              |                        |                        |  | Bandera de la Ciudad de Buenos Aires           | San Lorenzo           | 1                |                  |  |                                                |                       |                  |                  |  |                                      |                                                |                       |             |  |  |                                                |                       |       |
|  |                                                |                                                |                          |       |                                         |                              |                        |                        |  | Bandera de la Ciudad de Buenos Aires           | San Lorenzo           | 1                |                  |  |                                                |                       |                  |                  |  |                                      |                                                |                       |             |  |  |                                                |                       |       |
|  |                                                | Bandera de la Ciudad de Buenos Aires           | Vélez Sarsfield          | 3     |                                         |                              |                        |                        |  |                                                |                       |                  |                  |  |                                                |                       |                  |                  |  |                                      |                                                |                       |             |  |  |                                                |                       |       |
|  | Bandera de la Provincia de Buenos Aires        | Bandera de la Ciudad de Buenos Aires           | Vélez Sarsfield          | 3     | Arsenal                                 | 1                            |                        |                        |  |                                                |                       |                  |                  |  |                                                |                       |                  |                  |  |                                      |                                                |                       |             |  |  |                                                |                       |       |
|  | Bandera de la Provincia de Buenos Aires        |                                                |                          |       | Arsenal                                 | 1                            |                        |                        |  |                                                |                       |                  |                  |  |                                                |                       |                  |                  |  |                                      |                                                |                       |             |  |  |                                                |                       |       |
|  | Bandera de la Provincia de Córdoba             | Estudiantes (RC)                               | 0                        |       |                                         |                              |                        |                        |  |                                                |                       |                  |                  |  |                                                |                       |                  |                  |  |                                      |                                                |                       |             |  |  |                                                |                       |       |
|  | Bandera de la Provincia de Córdoba             | Estudiantes (RC)                               | 0                        |       | Bandera de la Provincia de Buenos Aires | Arsenal                      | 1                      |                        |  |                                                |                       |                  |                  |  |                                                |                       |                  |                  |  |                                      |                                                |                       |             |  |  |                                                |                       |       |
|  |                                                |                                                |                          |       | Bandera de la Provincia de Buenos Aires | Arsenal                      | 1                      |                        |  |                                                |                       |                  |                  |  |                                                |                       |                  |                  |  |                                      |                                                |                       |             |  |  |                                                |                       |       |
|  |                                                | Bandera de la Ciudad de Buenos Aires           | Vélez Sarsfield          | 2     |                                         |                              |                        |                        |  |                                                |                       |                  |                  |  |                                                |                       |                  |                  |  |                                      |                                                |                       |             |  |  |                                                |                       |       |
|  | Bandera de la Ciudad de Buenos Aires           | Bandera de la Ciudad de Buenos Aires           | Vélez Sarsfield          | 2     | Vélez Sarsfield                         | 2                            |                        |                        |  |                                                |                       |                  |                  |  |                                                |                       |                  |                  |  |                                      |                                                |                       |             |  |  |                                                |                       |       |
|  | Bandera de la Ciudad de Buenos Aires           |                                                |                          |       | Vélez Sarsfield                         | 2                            |                        |                        |  |                                                |                       |                  |                  |  |                                                |                       |                  |                  |  |                                      |                                                |                       |             |  |  |                                                |                       |       |
|  | Bandera de la Provincia de Santa Fe            | Sportivo Las Parejas                           | 1                        |       |                                         |                              |                        |                        |  |                                                |                       |                  |                  |  |                                                |                       |                  |                  |  |                                      |                                                |                       |             |  |  |                                                |                       |       |
|  | Bandera de la Provincia de Santa Fe            | Sportivo Las Parejas                           | 1                        |       |                                         |                              |                        |                        |  |                                                |                       |                  |                  |  | Bandera de la Ciudad de Buenos Aires           | Vélez Sarsfield       | 1                |                  |  |                                      |                                                |                       |             |  |  |                                                |                       |       |
|  |                                                |                                                |                          |       |                                         |                              |                        |                        |  |                                                |                       |                  |                  |  | Bandera de la Ciudad de Buenos Aires           | Vélez Sarsfield       | 1                |                  |  |                                      |                                                |                       |             |  |  |                                                |                       |       |
|  |                                                | Bandera de la Provincia de Buenos Aires        | Independiente            | 0     |                                         |                              |                        |                        |  |                                                |                       |                  |                  |  |                                                |                       |                  |                  |  |                                      |                                                |                       |             |  |  |                                                |                       |       |
|  | Bandera de la Provincia de Buenos Aires        | Bandera de la Provincia de Buenos Aires        | Independiente            | 0     | Lanús                                   | 0                            |                        |                        |  |                                                |                       |                  |                  |  |                                                |                       |                  |                  |  |                                      |                                                |                       |             |  |  |                                                |                       |       |
|  | Bandera de la Provincia de Buenos Aires        |                                                |                          |       | Lanús                                   | 0                            |                        |                        |  |                                                |                       |                  |                  |  |                                                |                       |                  |                  |  |                                      |                                                |                       |             |  |  |                                                |                       |       |
|  | Bandera de la Provincia de Buenos Aires        | El Porvenir                                    | 1                        |       |                                         |                              |                        |                        |  |                                                |                       |                  |                  |  |                                                |                       |                  |                  |  |                                      |                                                |                       |             |  |  |                                                |                       |       |
|  | Bandera de la Provincia de Buenos Aires        | El Porvenir                                    | 1                        |       | Bandera de la Provincia de Buenos Aires | El Porvenir                  | 0                      |                        |  |                                                |                       |                  |                  |  |                                                |                       |                  |                  |  |                                      |                                                |                       |             |  |  |                                                |                       |       |
|  |                                                |                                                |                          |       | Bandera de la Provincia de Buenos Aires | El Porvenir                  | 0                      |                        |  |                                                |                       |                  |                  |  |                                                |                       |                  |                  |  |                                      |                                                |                       |             |  |  |                                                |                       |       |
|  |                                                | Bandera de la Provincia de Mendoza             | Godoy Cruz               | 4     |                                         |                              |                        |                        |  |                                                |                       |                  |                  |  |                                                |                       |                  |                  |  |                                      |                                                |                       |             |  |  |                                                |                       |       |
|  | Bandera de la Provincia de Mendoza             | Bandera de la Provincia de Mendoza             | Godoy Cruz               | 4     | Godoy Cruz                              | 0 (4)                        |                        |                        |  |                                                |                       |                  |                  |  |                                                |                       |                  |                  |  |                                      |                                                |                       |             |  |  |                                                |                       |       |
|  | Bandera de la Provincia de Mendoza             |                                                |                          |       | Godoy Cruz                              | 0 (4)                        |                        |                        |  |                                                |                       |                  |                  |  |                                                |                       |                  |                  |  |                                      |                                                |                       |             |  |  |                                                |                       |       |
|  | Bandera de la Provincia de San Juan            | San Martín (SJ)                                | 0 (3)                    |       |                                         |                              |                        |                        |  |                                                |                       |                  |                  |  |                                                |                       |                  |                  |  |                                      |                                                |                       |             |  |  |                                                |                       |       |
|  | Bandera de la Provincia de San Juan            | San Martín (SJ)                                | 0 (3)                    |       |                                         |                              |                        |                        |  | Bandera de la Provincia de Mendoza             | Godoy Cruz            | 0                |                  |  |                                                |                       |                  |                  |  |                                      |                                                |                       |             |  |  |                                                |                       |       |
|  |                                                |                                                |                          |       |                                         |                              |                        |                        |  | Bandera de la Provincia de Mendoza             | Godoy Cruz            | 0                |                  |  |                                                |                       |                  |                  |  |                                      |                                                |                       |             |  |  |                                                |                       |       |
|  |                                                | Bandera de la Provincia de Buenos Aires        | Independiente            | 3     |                                         |                              |                        |                        |  |                                                |                       |                  |                  |  |                                                |                       |                  |                  |  |                                      |                                                |                       |             |  |  |                                                |                       |       |
|  | Bandera de la Provincia de Mendoza             | Bandera de la Provincia de Buenos Aires        | Independiente            | 3     | Deportivo Maipú                         | 1 (7)                        |                        |                        |  |                                                |                       |                  |                  |  |                                                |                       |                  |                  |  |                                      |                                                |                       |             |  |  |                                                |                       |       |
|  | Bandera de la Provincia de Mendoza             |                                                |                          |       | Deportivo Maipú                         | 1 (7)                        |                        |                        |  |                                                |                       |                  |                  |  |                                                |                       |                  |                  |  |                                      |                                                |                       |             |  |  |                                                |                       |       |
|  | Bandera de la Provincia de San Luis            | Juventud Unida Universitario                   | 1 (8)                    |       |                                         |                              |                        |                        |  |                                                |                       |                  |                  |  |                                                |                       |                  |                  |  |                                      |                                                |                       |             |  |  |                                                |                       |       |
|  | Bandera de la Provincia de San Luis            | Juventud Unida Universitario                   | 1 (8)                    |       | Bandera de la Provincia de San Luis     | Juventud Unida Universitario | 0                      |                        |  |                                                |                       |                  |                  |  |                                                |                       |                  |                  |  |                                      |                                                |                       |             |  |  |                                                |                       |       |
|  |                                                |                                                |                          |       | Bandera de la Provincia de San Luis     | Juventud Unida Universitario | 0                      |                        |  |                                                |                       |                  |                  |  |                                                |                       |                  |                  |  |                                      |                                                |                       |             |  |  |                                                |                       |       |
|  |                                                | Bandera de la Provincia de Buenos Aires        | Independiente            | 2     |                                         |                              |                        |                        |  |                                                |                       |                  |                  |  |                                                |                       |                  |                  |  |                                      |                                                |                       |             |  |  |                                                |                       |       |
|  | Bandera de la Provincia de Buenos Aires        | Bandera de la Provincia de Buenos Aires        | Independiente            | 2     | Independiente                           | 3                            |                        |                        |  |                                                |                       |                  |                  |  |                                                |                       |                  |                  |  |                                      |                                                |                       |             |  |  |                                                |                       |       |
|  | Bandera de la Provincia de Buenos Aires        |                                                |                          |       | Independiente                           | 3                            |                        |                        |  |                                                |                       |                  |                  |  |                                                |                       |                  |                  |  |                                      |                                                |                       |             |  |  |                                                |                       |       |
|  | Bandera de la Provincia de Buenos Aires        | Deportivo Laferrere                            | 0                        |       |                                         |                              |                        |                        |  |                                                |                       |                  |                  |  |                                                |                       |                  |                  |  |                                      |                                                |                       |             |  |  |                                                |                       |       |
|  |                                                |                                                |                          |       |                                         |                              |                        |                        |  |                                                |                       |                  |                  |  |                                                |                       |                  |                  |  |                                      |                                                |                       |             |  |  | Bandera de la Ciudad de Buenos Aires           | Vélez Sarsfield       | 0     |
|  |                                                |                                                |                          |       |                                         |                              |                        |                        |  |                                                |                       |                  |                  |  |                                                |                       |                  |                  |  |                                      |                                                |                       |             |  |  | Bandera de la Ciudad de Buenos Aires           | Vélez Sarsfield       | 0     |
|  |                                                |                                                |                          |       |                                         |                              |                        |                        |  |                                                |                       |                  |                  |  |                                                |                       |                  |                  |  |                                      |                                                |                       |             |  |  | Bandera de la Provincia de Santiago del Estero | Central Córdoba (SdE) | 1     |
|  | Bandera de la Provincia de Buenos Aires        | Racing Club                                    | 3                        |       |                                         |                              |                        |                        |  |                                                |                       |                  |                  |  |                                                |                       |                  |                  |  |                                      |                                                |                       |             |  |  |                                                |                       |       |
|  | Bandera de la Provincia de Buenos Aires        | San Martín (B)                                 | 0                        |       |                                         |                              |                        |                        |  |                                                |                       |                  |                  |  |                                                |                       |                  |                  |  |                                      |                                                |                       |             |  |  |                                                |                       |       |
|  | Bandera de la Provincia de Buenos Aires        | San Martín (B)                                 | 0                        |       | Bandera de la Provincia de Buenos Aires | Racing Club                  | 1                      |                        |  |                                                |                       |                  |                  |  |                                                |                       |                  |                  |  |                                      |                                                |                       |             |  |  |                                                |                       |       |
|  |                                                |                                                |                          |       | Bandera de la Provincia de Buenos Aires | Racing Club                  | 1                      |                        |  |                                                |                       |                  |                  |  |                                                |                       |                  |                  |  |                                      |                                                |                       |             |  |  |                                                |                       |       |
|  |                                                | Bandera de la Provincia de Buenos Aires        | Talleres (RdE)           | 2     |                                         |                              |                        |                        |  |                                                |                       |                  |                  |  |                                                |                       |                  |                  |  |                                      |                                                |                       |             |  |  |                                                |                       |       |
|  | Bandera de la Provincia de Córdoba             | Bandera de la Provincia de Buenos Aires        | Talleres (RdE)           | 2     | Instituto                               | 1                            |                        |                        |  |                                                |                       |                  |                  |  |                                                |                       |                  |                  |  |                                      |                                                |                       |             |  |  |                                                |                       |       |
|  | Bandera de la Provincia de Córdoba             |                                                |                          |       | Instituto                               | 1                            |                        |                        |  |                                                |                       |                  |                  |  |                                                |                       |                  |                  |  |                                      |                                                |                       |             |  |  |                                                |                       |       |
|  | Bandera de la Provincia de Buenos Aires        | Talleres (RdE)                                 | 2                        |       |                                         |                              |                        |                        |  |                                                |                       |                  |                  |  |                                                |                       |                  |                  |  |                                      |                                                |                       |             |  |  |                                                |                       |       |
|  | Bandera de la Provincia de Buenos Aires        | Talleres (RdE)                                 | 2                        |       |                                         |                              |                        |                        |  | Bandera de la Provincia de Buenos Aires        | Talleres (RdE)        | 1 (4)            |                  |  |                                                |                       |                  |                  |  |                                      |                                                |                       |             |  |  |                                                |                       |       |
|  |                                                |                                                |                          |       |                                         |                              |                        |                        |  | Bandera de la Provincia de Buenos Aires        | Talleres (RdE)        | 1 (4)            |                  |  |                                                |                       |                  |                  |  |                                      |                                                |                       |             |  |  |                                                |                       |       |
|  |                                                | Bandera de la Provincia de Buenos Aires        | Banfield                 | 1 (3) |                                         |                              |                        |                        |  |                                                |                       |                  |                  |  |                                                |                       |                  |                  |  |                                      |                                                |                       |             |  |  |                                                |                       |       |
|  | Bandera de la Provincia de Mendoza             | Bandera de la Provincia de Buenos Aires        | Banfield                 | 1 (3) | Independiente Rivadavia                 | 1                            |                        |                        |  |                                                |                       |                  |                  |  |                                                |                       |                  |                  |  |                                      |                                                |                       |             |  |  |                                                |                       |       |
|  | Bandera de la Provincia de Mendoza             |                                                |                          |       | Independiente Rivadavia                 | 1                            |                        |                        |  |                                                |                       |                  |                  |  |                                                |                       |                  |                  |  |                                      |                                                |                       |             |  |  |                                                |                       |       |
|  | Bandera de la Provincia de Buenos Aires        | Argentino de Quilmes                           | 0                        |       |                                         |                              |                        |                        |  |                                                |                       |                  |                  |  |                                                |                       |                  |                  |  |                                      |                                                |                       |             |  |  |                                                |                       |       |
|  | Bandera de la Provincia de Buenos Aires        | Argentino de Quilmes                           | 0                        |       | Bandera de la Provincia de Mendoza      | Independiente Rivadavia      | 1                      |                        |  |                                                |                       |                  |                  |  |                                                |                       |                  |                  |  |                                      |                                                |                       |             |  |  |                                                |                       |       |
|  |                                                |                                                |                          |       | Bandera de la Provincia de Mendoza      | Independiente Rivadavia      | 1                      |                        |  |                                                |                       |                  |                  |  |                                                |                       |                  |                  |  |                                      |                                                |                       |             |  |  |                                                |                       |       |
|  |                                                | Bandera de la Provincia de Buenos Aires        | Banfield                 | 2     |                                         |                              |                        |                        |  |                                                |                       |                  |                  |  |                                                |                       |                  |                  |  |                                      |                                                |                       |             |  |  |                                                |                       |       |
|  | Bandera de la Provincia de Buenos Aires        | Bandera de la Provincia de Buenos Aires        | Banfield                 | 2     | Banfield                                | 6                            |                        |                        |  |                                                |                       |                  |                  |  |                                                |                       |                  |                  |  |                                      |                                                |                       |             |  |  |                                                |                       |       |
|  | Bandera de la Provincia de Buenos Aires        |                                                |                          |       | Banfield                                | 6                            |                        |                        |  |                                                |                       |                  |                  |  |                                                |                       |                  |                  |  |                                      |                                                |                       |             |  |  |                                                |                       |       |
|  | Bandera de la Provincia de Buenos Aires        | Ciudad de Bolívar                              | 0                        |       |                                         |                              |                        |                        |  |                                                |                       |                  |                  |  |                                                |                       |                  |                  |  |                                      |                                                |                       |             |  |  |                                                |                       |       |
|  | Bandera de la Provincia de Buenos Aires        | Ciudad de Bolívar                              | 0                        |       |                                         |                              |                        |                        |  |                                                |                       |                  |                  |  | Bandera de la Provincia de Buenos Aires        | Talleres (RdE)        | 0                |                  |  |                                      |                                                |                       |             |  |  |                                                |                       |       |
|  |                                                |                                                |                          |       |                                         |                              |                        |                        |  |                                                |                       |                  |                  |  | Bandera de la Provincia de Buenos Aires        | Talleres (RdE)        | 0                |                  |  |                                      |                                                |                       |             |  |  |                                                |                       |       |
|  |                                                | Bandera de la Ciudad de Buenos Aires           | Huracán                  | 1     |                                         |                              |                        |                        |  |                                                |                       |                  |                  |  |                                                |                       |                  |                  |  |                                      |                                                |                       |             |  |  |                                                |                       |       |
|  | Bandera de la Ciudad de Buenos Aires           | Bandera de la Ciudad de Buenos Aires           | Huracán                  | 1     | Argentinos Juniors                      | 2                            |                        |                        |  |                                                |                       |                  |                  |  |                                                |                       |                  |                  |  |                                      |                                                |                       |             |  |  |                                                |                       |       |
|  | Bandera de la Ciudad de Buenos Aires           |                                                |                          |       | Argentinos Juniors                      | 2                            |                        |                        |  |                                                |                       |                  |                  |  |                                                |                       |                  |                  |  |                                      |                                                |                       |             |  |  |                                                |                       |       |
|  | Bandera de la Provincia de Salta               | Gimnasia y Tiro (S)                            | 1                        |       |                                         |                              |                        |                        |  |                                                |                       |                  |                  |  |                                                |                       |                  |                  |  |                                      |                                                |                       |             |  |  |                                                |                       |       |
|  | Bandera de la Provincia de Salta               | Gimnasia y Tiro (S)                            | 1                        |       | Bandera de la Ciudad de Buenos Aires    | Argentinos Juniors           | 1                      |                        |  |                                                |                       |                  |                  |  |                                                |                       |                  |                  |  |                                      |                                                |                       |             |  |  |                                                |                       |       |
|  |                                                |                                                |                          |       | Bandera de la Ciudad de Buenos Aires    | Argentinos Juniors           | 1                      |                        |  |                                                |                       |                  |                  |  |                                                |                       |                  |                  |  |                                      |                                                |                       |             |  |  |                                                |                       |       |
|  |                                                | Bandera de la Provincia de Santa Fe            | Atlético Rafaela         | 0     |                                         |                              |                        |                        |  |                                                |                       |                  |                  |  |                                                |                       |                  |                  |  |                                      |                                                |                       |             |  |  |                                                |                       |       |
|  | Bandera de la Provincia de Buenos Aires        | Bandera de la Provincia de Santa Fe            | Atlético Rafaela         | 0     | Defensa y Justicia                      | 1                            |                        |                        |  |                                                |                       |                  |                  |  |                                                |                       |                  |                  |  |                                      |                                                |                       |             |  |  |                                                |                       |       |
|  | Bandera de la Provincia de Buenos Aires        |                                                |                          |       | Defensa y Justicia                      | 1                            |                        |                        |  |                                                |                       |                  |                  |  |                                                |                       |                  |                  |  |                                      |                                                |                       |             |  |  |                                                |                       |       |
|  | Bandera de la Provincia de Santa Fe            | Atlético de Rafaela                            | 2                        |       |                                         |                              |                        |                        |  |                                                |                       |                  |                  |  |                                                |                       |                  |                  |  |                                      |                                                |                       |             |  |  |                                                |                       |       |
|  | Bandera de la Provincia de Santa Fe            | Atlético de Rafaela                            | 2                        |       |                                         |                              |                        |                        |  | Bandera de la Ciudad de Buenos Aires           | Argentinos Juniors    | 1 (4)            |                  |  |                                                |                       |                  |                  |  |                                      |                                                |                       |             |  |  |                                                |                       |       |
|  |                                                |                                                |                          |       |                                         |                              |                        |                        |  | Bandera de la Ciudad de Buenos Aires           | Argentinos Juniors    | 1 (4)            |                  |  |                                                |                       |                  |                  |  |                                      |                                                |                       |             |  |  |                                                |                       |       |
|  |                                                | Bandera de la Ciudad de Buenos Aires           | Huracán                  | 1 (5) |                                         |                              |                        |                        |  |                                                |                       |                  |                  |  |                                                |                       |                  |                  |  |                                      |                                                |                       |             |  |  |                                                |                       |       |
|  | Bandera de la Provincia de Buenos Aires        | Bandera de la Ciudad de Buenos Aires           | Huracán                  | 1 (5) | Platense                                | 0 (4)                        |                        |                        |  |                                                |                       |                  |                  |  |                                                |                       |                  |                  |  |                                      |                                                |                       |             |  |  |                                                |                       |       |
|  | Bandera de la Provincia de Buenos Aires        |                                                |                          |       | Platense                                | 0 (4)                        |                        |                        |  |                                                |                       |                  |                  |  |                                                |                       |                  |                  |  |                                      |                                                |                       |             |  |  |                                                |                       |       |
|  | Bandera de la Provincia de Buenos Aires        | Olimpo                                         | 0 (2)                    |       |                                         |                              |                        |                        |  |                                                |                       |                  |                  |  |                                                |                       |                  |                  |  |                                      |                                                |                       |             |  |  |                                                |                       |       |
|  | Bandera de la Provincia de Buenos Aires        | Olimpo                                         | 0 (2)                    |       | Bandera de la Provincia de Buenos Aires | Platense                     | 0 (4)                  |                        |  |                                                |                       |                  |                  |  |                                                |                       |                  |                  |  |                                      |                                                |                       |             |  |  |                                                |                       |       |
|  |                                                |                                                |                          |       | Bandera de la Provincia de Buenos Aires | Platense                     | 0 (4)                  |                        |  |                                                |                       |                  |                  |  |                                                |                       |                  |                  |  |                                      |                                                |                       |             |  |  |                                                |                       |       |
|  |                                                | Bandera de la Ciudad de Buenos Aires           | Huracán                  | 0 (5) |                                         |                              |                        |                        |  |                                                |                       |                  |                  |  |                                                |                       |                  |                  |  |                                      |                                                |                       |             |  |  |                                                |                       |       |
|  | Bandera de la Ciudad de Buenos Aires           | Bandera de la Ciudad de Buenos Aires           | Huracán                  | 0 (5) | Huracán                                 | 0 (4)                        |                        |                        |  |                                                |                       |                  |                  |  |                                                |                       |                  |                  |  |                                      |                                                |                       |             |  |  |                                                |                       |       |
|  | Bandera de la Ciudad de Buenos Aires           |                                                |                          |       | Huracán                                 | 0 (4)                        |                        |                        |  |                                                |                       |                  |                  |  |                                                |                       |                  |                  |  |                                      |                                                |                       |             |  |  |                                                |                       |       |
|  | Bandera de la Provincia de Buenos Aires        | Villa Mitre                                    | 0 (2)                    |       |                                         |                              |                        |                        |  |                                                |                       |                  |                  |  |                                                |                       |                  |                  |  |                                      |                                                |                       |             |  |  |                                                |                       |       |
|  | Bandera de la Provincia de Buenos Aires        | Villa Mitre                                    | 0 (2)                    |       |                                         |                              |                        |                        |  |                                                |                       |                  |                  |  |                                                |                       |                  |                  |  | Bandera de la Ciudad de Buenos Aires | Huracán                                        | 1                     |             |  |  |                                                |                       |       |
|  |                                                |                                                |                          |       |                                         |                              |                        |                        |  |                                                |                       |                  |                  |  |                                                |                       |                  |                  |  | Bandera de la Ciudad de Buenos Aires | Huracán                                        | 1                     |             |  |  |                                                |                       |       |
|  |                                                |                                                |                          |       |                                         |                              |                        |                        |  |                                                |                       |                  |                  |  |                                                |                       |                  |                  |  |                                      | Bandera de la Provincia de Santiago del Estero | Central Córdoba (SdE) | 2           |  |  |                                                |                       |       |
|  | Bandera de la Provincia de Buenos Aires        | Estudiantes (LP)                               | 3                        |       |                                         |                              |                        |                        |  |                                                |                       |                  |                  |  |                                                |                       |                  |                  |  |                                      | Bandera de la Provincia de Santiago del Estero | Central Córdoba (SdE) | 2           |  |  |                                                |                       |       |
|  | Bandera de la Provincia de Buenos Aires        | Estudiantes (LP)                               | 3                        |       |                                         |                              |                        |                        |  |                                                |                       |                  |                  |  |                                                |                       |                  |                  |  |                                      |                                                |                       |             |  |  |                                                |                       |       |
|  | Bandera de la Provincia de Córdoba             | Argentino (MM)                                 | 0                        |       |                                         |                              |                        |                        |  |                                                |                       |                  |                  |  |                                                |                       |                  |                  |  |                                      |                                                |                       |             |  |  |                                                |                       |       |
|  | Bandera de la Provincia de Córdoba             | Argentino (MM)                                 | 0                        |       | Bandera de la Provincia de Buenos Aires | Estudiantes (LP)             | 1                      |                        |  |                                                |                       |                  |                  |  |                                                |                       |                  |                  |  |                                      |                                                |                       |             |  |  |                                                |                       |       |
|  |                                                |                                                |                          |       | Bandera de la Provincia de Buenos Aires | Estudiantes (LP)             | 1                      |                        |  |                                                |                       |                  |                  |  |                                                |                       |                  |                  |  |                                      |                                                |                       |             |  |  |                                                |                       |       |
|  |                                                | Bandera de la Provincia de Santiago del Estero | Central Córdoba (SdE)    | 2     |                                         |                              |                        |                        |  |                                                |                       |                  |                  |  |                                                |                       |                  |                  |  |                                      |                                                |                       |             |  |  |                                                |                       |       |
|  | Bandera de la Provincia de Santiago del Estero | Bandera de la Provincia de Santiago del Estero | Central Córdoba (SdE)    | 2     | Central Córdoba (SdE)                   | 3                            |                        |                        |  |                                                |                       |                  |                  |  |                                                |                       |                  |                  |  |                                      |                                                |                       |             |  |  |                                                |                       |       |
|  | Bandera de la Provincia de Santiago del Estero |                                                |                          |       | Central Córdoba (SdE)                   | 3                            |                        |                        |  |                                                |                       |                  |                  |  |                                                |                       |                  |                  |  |                                      |                                                |                       |             |  |  |                                                |                       |       |
|  | Bandera de la Provincia de Buenos Aires        | Quilmes                                        | 1                        |       |                                         |                              |                        |                        |  |                                                |                       |                  |                  |  |                                                |                       |                  |                  |  |                                      |                                                |                       |             |  |  |                                                |                       |       |
|  | Bandera de la Provincia de Buenos Aires        | Quilmes                                        | 1                        |       |                                         |                              |                        |                        |  | Bandera de la Provincia de Santiago del Estero | Central Córdoba (SdE) | 0 (3)            |                  |  |                                                |                       |                  |                  |  |                                      |                                                |                       |             |  |  |                                                |                       |       |
|  |                                                |                                                |                          |       |                                         |                              |                        |                        |  | Bandera de la Provincia de Santiago del Estero | Central Córdoba (SdE) | 0 (3)            |                  |  |                                                |                       |                  |                  |  |                                      |                                                |                       |             |  |  |                                                |                       |       |
|  |                                                | Bandera de la Provincia de Santa Fe            | Newell's Old Boys        | 0 (2) |                                         |                              |                        |                        |  |                                                |                       |                  |                  |  |                                                |                       |                  |                  |  |                                      |                                                |                       |             |  |  |                                                |                       |       |
|  | Bandera de la Ciudad de Buenos Aires           | Bandera de la Provincia de Santa Fe            | Newell's Old Boys        | 0 (2) | Deportivo Riestra                       | 1                            |                        |                        |  |                                                |                       |                  |                  |  |                                                |                       |                  |                  |  |                                      |                                                |                       |             |  |  |                                                |                       |       |
|  | Bandera de la Ciudad de Buenos Aires           |                                                |                          |       | Deportivo Riestra                       | 1                            |                        |                        |  |                                                |                       |                  |                  |  |                                                |                       |                  |                  |  |                                      |                                                |                       |             |  |  |                                                |                       |       |
|  | Bandera de la Ciudad de Buenos Aires           | Comunicaciones                                 | 0                        |       |                                         |                              |                        |                        |  |                                                |                       |                  |                  |  |                                                |                       |                  |                  |  |                                      |                                                |                       |             |  |  |                                                |                       |       |
|  | Bandera de la Ciudad de Buenos Aires           | Comunicaciones                                 | 0                        |       | Bandera de la Ciudad de Buenos Aires    | Deportivo Riestra            | 0                      |                        |  |                                                |                       |                  |                  |  |                                                |                       |                  |                  |  |                                      |                                                |                       |             |  |  |                                                |                       |       |
|  |                                                |                                                |                          |       | Bandera de la Ciudad de Buenos Aires    | Deportivo Riestra            | 0                      |                        |  |                                                |                       |                  |                  |  |                                                |                       |                  |                  |  |                                      |                                                |                       |             |  |  |                                                |                       |       |
|  |                                                | Bandera de la Provincia de Santa Fe            | Newell's Old Boys        | 1     |                                         |                              |                        |                        |  |                                                |                       |                  |                  |  |                                                |                       |                  |                  |  |                                      |                                                |                       |             |  |  |                                                |                       |       |
|  | Bandera de la Provincia de Santa Fe            | Bandera de la Provincia de Santa Fe            | Newell's Old Boys        | 1     | Newell's Old Boys                       | 2                            |                        |                        |  |                                                |                       |                  |                  |  |                                                |                       |                  |                  |  |                                      |                                                |                       |             |  |  |                                                |                       |       |
|  | Bandera de la Provincia de Santa Fe            |                                                |                          |       | Newell's Old Boys                       | 2                            |                        |                        |  |                                                |                       |                  |                  |  |                                                |                       |                  |                  |  |                                      |                                                |                       |             |  |  |                                                |                       |       |
|  | Bandera de la Provincia de Buenos Aires        | Ferrocarril Midland                            | 0                        |       |                                         |                              |                        |                        |  |                                                |                       |                  |                  |  |                                                |                       |                  |                  |  |                                      |                                                |                       |             |  |  |                                                |                       |       |
|  | Bandera de la Provincia de Buenos Aires        | Ferrocarril Midland                            | 0                        |       |                                         |                              |                        |                        |  |                                                |                       |                  |                  |  | Bandera de la Provincia de Santiago del Estero | Central Córdoba (SdE) | 2                |                  |  |                                      |                                                |                       |             |  |  |                                                |                       |       |
|  |                                                |                                                |                          |       |                                         |                              |                        |                        |  |                                                |                       |                  |                  |  | Bandera de la Provincia de Santiago del Estero | Central Córdoba (SdE) | 2                |                  |  |                                      |                                                |                       |             |  |  |                                                |                       |       |
|  |                                                | Bandera de la Provincia de Buenos Aires        | Temperley                | 1     |                                         |                              |                        |                        |  |                                                |                       |                  |                  |  |                                                |                       |                  |                  |  |                                      |                                                |                       |             |  |  |                                                |                       |       |
|  | Bandera de la Provincia de Santa Fe            | Bandera de la Provincia de Buenos Aires        | Temperley                | 1     | Unión                                   | 1                            |                        |                        |  |                                                |                       |                  |                  |  |                                                |                       |                  |                  |  |                                      |                                                |                       |             |  |  |                                                |                       |       |
|  | Bandera de la Provincia de Santa Fe            |                                                |                          |       | Unión                                   | 1                            |                        |                        |  |                                                |                       |                  |                  |  |                                                |                       |                  |                  |  |                                      |                                                |                       |             |  |  |                                                |                       |       |
|  | Bandera de la Provincia de Mendoza             | Gimnasia y Esgrima (M)                         | 2                        |       |                                         |                              |                        |                        |  |                                                |                       |                  |                  |  |                                                |                       |                  |                  |  |                                      |                                                |                       |             |  |  |                                                |                       |       |
|  | Bandera de la Provincia de Mendoza             | Gimnasia y Esgrima (M)                         | 2                        |       | Bandera de la Provincia de Mendoza      | Gimnasia y Esgrima (M)       | 0                      |                        |  |                                                |                       |                  |                  |  |                                                |                       |                  |                  |  |                                      |                                                |                       |             |  |  |                                                |                       |       |
|  |                                                |                                                |                          |       | Bandera de la Provincia de Mendoza      | Gimnasia y Esgrima (M)       | 0                      |                        |  |                                                |                       |                  |                  |  |                                                |                       |                  |                  |  |                                      |                                                |                       |             |  |  |                                                |                       |       |
|  |                                                | Bandera de la Provincia de Santiago del Estero | Mitre (SdE)              | 1     |                                         |                              |                        |                        |  |                                                |                       |                  |                  |  |                                                |                       |                  |                  |  |                                      |                                                |                       |             |  |  |                                                |                       |       |
|  | Bandera de la Provincia de Córdoba             | Bandera de la Provincia de Santiago del Estero | Mitre (SdE)              | 1     | Belgrano                                | 1                            |                        |                        |  |                                                |                       |                  |                  |  |                                                |                       |                  |                  |  |                                      |                                                |                       |             |  |  |                                                |                       |       |
|  | Bandera de la Provincia de Córdoba             |                                                |                          |       | Belgrano                                | 1                            |                        |                        |  |                                                |                       |                  |                  |  |                                                |                       |                  |                  |  |                                      |                                                |                       |             |  |  |                                                |                       |       |
|  | Bandera de la Provincia de Santiago del Estero | Mitre (SdE)                                    | 2                        |       |                                         |                              |                        |                        |  |                                                |                       |                  |                  |  |                                                |                       |                  |                  |  |                                      |                                                |                       |             |  |  |                                                |                       |       |
|  | Bandera de la Provincia de Santiago del Estero | Mitre (SdE)                                    | 2                        |       |                                         |                              |                        |                        |  | Bandera de la Provincia de Santiago del Estero | Mitre (SdE)           | 0 (2)            |                  |  |                                                |                       |                  |                  |  |                                      |                                                |                       |             |  |  |                                                |                       |       |
|  |                                                |                                                |                          |       |                                         |                              |                        |                        |  | Bandera de la Provincia de Santiago del Estero | Mitre (SdE)           | 0 (2)            |                  |  |                                                |                       |                  |                  |  |                                      |                                                |                       |             |  |  |                                                |                       |       |
|  |                                                | Bandera de la Provincia de Buenos Aires        | Temperley                | 0 (3) |                                         |                              |                        |                        |  |                                                |                       |                  |                  |  |                                                |                       |                  |                  |  |                                      |                                                |                       |             |  |  |                                                |                       |       |
|  | Bandera de la Provincia de Buenos Aires        | Bandera de la Provincia de Buenos Aires        | Temperley                | 0 (3) | Sarmiento (J)                           | 1 (3)                        |                        |                        |  |                                                |                       |                  |                  |  |                                                |                       |                  |                  |  |                                      |                                                |                       |             |  |  |                                                |                       |       |
|  | Bandera de la Provincia de Buenos Aires        |                                                |                          |       | Sarmiento (J)                           | 1 (3)                        |                        |                        |  |                                                |                       |                  |                  |  |                                                |                       |                  |                  |  |                                      |                                                |                       |             |  |  |                                                |                       |       |
|  | Bandera de la Provincia de Buenos Aires        | Temperley                                      | 1 (4)                    |       |                                         |                              |                        |                        |  |                                                |                       |                  |                  |  |                                                |                       |                  |                  |  |                                      |                                                |                       |             |  |  |                                                |                       |       |
|  | Bandera de la Provincia de Buenos Aires        | Temperley                                      | 1 (4)                    |       | Bandera de la Provincia de Buenos Aires | Temperley                    | 1 (5)                  |                        |  |                                                |                       |                  |                  |  |                                                |                       |                  |                  |  |                                      |                                                |                       |             |  |  |                                                |                       |       |
|  |                                                |                                                |                          |       | Bandera de la Provincia de Buenos Aires | Temperley                    | 1 (5)                  |                        |  |                                                |                       |                  |                  |  |                                                |                       |                  |                  |  |                                      |                                                |                       |             |  |  |                                                |                       |       |
|  |                                                | Bandera de la Ciudad de Buenos Aires           | River Plate              | 1 (4) |                                         |                              |                        |                        |  |                                                |                       |                  |                  |  |                                                |                       |                  |                  |  |                                      |                                                |                       |             |  |  |                                                |                       |       |
|  | Bandera de la Ciudad de Buenos Aires           | Bandera de la Ciudad de Buenos Aires           | River Plate              | 1 (4) | River Plate                             | 3                            |                        |                        |  |                                                |                       |                  |                  |  |                                                |                       |                  |                  |  |                                      |                                                |                       |             |  |  |                                                |                       |       |
|  | Bandera de la Ciudad de Buenos Aires           |                                                |                          |       | River Plate                             | 3                            |                        |                        |  |                                                |                       |                  |                  |  |                                                |                       |                  |                  |  |                                      |                                                |                       |             |  |  |                                                |                       |       |
|  | Bandera de la Ciudad de Buenos Aires           | Excursionistas                                 | 0                        |       |                                         |                              |                        |                        |  |                                                |                       |                  |                  |  |                                                |                       |                  |                  |  |                                      |                                                |                       |             |  |  |                                                |                       |       |

### Treintaidosavos de final
Los disputaron sesenta y cuatro equipos. Entre el 25 de enero y el 15 de mayo se enfrentaron a partido único en estadio neutral y clasificaron a la siguiente ronda los treinta y dos ganadores.
| Fecha         | Estadio                            | Equipo 1                | Resultado     | Equipo 2                     |
| ------------- | ---------------------------------- | ----------------------- | ------------- | ---------------------------- |
| 25 de enero   | Ciudad de Lanús                    | Estudiantes (LP)        | 3 - 0         | Argentino (MM)               |
| 6 de febrero  | Centenario Ciudad de Quilmes       | Gimnasia y Esgrima (LP) | 2 - 1         | Centro Español               |
| 7 de febrero  | Alfredo Beranger                   | Deportivo Riestra       | 1 - 0         | Comunicaciones               |
| 7 de febrero  | Eva Perón                          | Belgrano                | 1 - 2         | Mitre (SdE)                  |
| 7 de febrero  | Brigadier General Estanislao López | River Plate             | 3 - 0         | Excursionistas               |
| 21 de febrero | Julio Humberto Grondona            | Tigre                   | (4) 1 - 1 (5) | Chacarita Juniors            |
| 21 de febrero | Ciudad de Vicente López            | Vélez Sarsfield         | 2 - 1         | Sportivo Las Parejas         |
| 27 de febrero | Ciudad de Caseros                  | Sarmiento (J)           | (3) 1 - 1 (4) | Temperley                    |
| 28 de febrero | Centenario Ciudad de Quilmes       | San Lorenzo             | 1 - 0         | Independiente (C)            |
| 14 de marzo   | Centenario Ciudad de Quilmes       | Talleres (C)            | 3 - 0         | Agropecuario                 |
| 14 de marzo   | 15 de Abril                        | Rosario Central         | (4) 1 - 1 (3) | Douglas Haig                 |
| 15 de marzo   | Norberto Tomaghello                | Lanús                   | 0 - 1         | El Porvenir                  |
| 15 de marzo   | Ciudad de Caseros                  | Argentinos Juniors      | 2 - 1         | Gimnasia y Tiro (S)          |
| 20 de marzo   | 15 de Abril                        | Atlético Tucumán        | 4 - 0         | Defensores de Belgrano       |
| 21 de marzo   | Eva Perón                          | Defensa y Justicia      | 1 - 2         | Atlético de Rafaela          |
| 21 de marzo   | Juan Carmelo Zerillo               | Racing Club             | 3 - 0         | San Martín (B)               |
| 22 de marzo   | Brigadier Estanislao López         | Newell's Old Boys       | 2 - 0         | Ferrocarril Midland          |
| 22 de marzo   | Ciudad de Lanús                    | Independiente           | 3 - 0         | Deportivo Laferrere          |
| 23 de marzo   | Único Madre de Ciudades            | Boca Juniors            | 3 - 0         | Central Norte (S)            |
| 25 de marzo   | Juan Gilberto Funes                | Godoy Cruz              | (4) 0 - 0 (3) | San Martín (SJ)              |
| 25 de marzo   | Ciudad de Caseros                  | Platense                | (4) 0 - 0 (2) | Olimpo                       |
| 27 de marzo   | Juan Gilberto Funes                | Independiente Rivadavia | 1 - 0         | Argentino de Quilmes         |
| 2 de abril    | Alfredo Beranger                   | Central Córdoba (SdE)   | 3 - 1         | Quilmes                      |
| 3 de abril    | Nuevo Monumental                   | Instituto               | 1 - 2         | Talleres (RdE)               |
| 3 de abril    | Centenario Ciudad de Quilmes       | Huracán                 | (4) 0 - 0 (2) | Villa Mitre                  |
| 9 de abril    | Ciudad de Vicente López            | Banfield                | 6 - 0         | Ciudad de Bolívar            |
| 10 de abril   | Alfredo Beranger                   | Barracas Central        | (4) 0 - 0 (2) | San Miguel                   |
| 17 de abril   | Eva Perón                          | Unión                   | 1 - 2         | Gimnasia y Esgrima (M)       |
| 18 de abril   | Julio César Villagra               | Deportivo Maipú         | (7) 1 - 1 (8) | Juventud Unida Universitario |
| 8 de mayo     | Centenario Ciudad de Quilmes       | Arsenal                 | 1 - 0         | Estudiantes (RC)             |
| 8 de mayo     | Eva Perón                          | Colón                   | 2 - 1         | Los Andes                    |
| 15 de mayo    | Brigadier Estanislao López         | Almirante Brown         | (3) 3 - 3 (1) | San Martín (T)               |

1. ↑  Suspendido a los 7' del segundo tiempo por la agresión al futbolista Fernando Brandán, de Chacarita Juniors, por parte de la parcialidad de Tigre, con el resultado 1-0. Se completó el 17 de abril, a puertas cerradas.

### Dieciseisavos de final
Los disputaron treinta y dos equipos. Entre el 2 de mayo y el 17 de julio se enfrentaron a partido único en estadio neutral y clasificaron a la siguiente ronda los dieciséis ganadores.
| Fecha       | Estadio                      | Equipo 1                     | Resultado     | Equipo 2                |
| ----------- | ---------------------------- | ---------------------------- | ------------- | ----------------------- |
| 2 de mayo   | Centenario Ciudad de Quilmes | Racing Club                  | 1 - 2         | Talleres (RdE)          |
| 3 de mayo   | Ciudad de Lanús              | Juventud Unida Universitario | 0 - 2         | Independiente           |
| 15 de mayo  | Ciudad de Caseros            | Gimnasia y Esgrima (M)       | 0 - 1         | Mitre (SdE)             |
| 16 de mayo  | Presbítero Bartolomé Grella  | Deportivo Riestra            | 0 - 1         | Newell's Old Boys       |
| 21 de mayo  | Malvinas Argentinas          | Temperley                    | (5) 1 - 1 (4) | River Plate             |
| 22 de mayo  | Brigadier Estanislao López   | Atlético Tucumán             | 1 - 2         | Gimnasia y Esgrima (LP) |
| 29 de mayo  | Julio César Villagra         | El Porvenir                  | 0 - 4         | Godoy Cruz              |
| 30 de mayo  | Mario Alberto Kempes         | Independiente Rivadavia      | 1 - 2         | Banfield                |
| 5 de junio  | Único de San Nicolás         | Argentinos Juniors           | 1 - 0         | Atlético de Rafaela     |
| 5 de junio  | Centenario Ciudad de Quilmes | Arsenal                      | 1 - 2         | Vélez Sarsfield         |
| 6 de junio  | Marcelo Bielsa               | Talleres (C)                 | 1 - 0         | Colón                   |
| 7 de junio  | Brigadier Estanislao López   | San Lorenzo                  | 2 - 0         | Chacarita Juniors       |
| 8 de junio  | Centenario Ciudad de Quilmes | Platense                     | (4) 0 - 0 (5) | Huracán                 |
| 19 de junio | Malvinas Argentinas          | Boca Juniors                 | 2 - 1         | Almirante Brown         |
| 8 de julio  | Ciudad de Vicente López      | Rosario Central              | 0 - 1         | Barracas Central        |
| 17 de julio | Julio César Villagra         | Estudiantes (LP)             | 1 - 2         | Central Córdoba (SdE)   |

### Octavos de final
Los disputaron dieciséis equipos. Entre el 31 de julio y el 7 de septiembre se enfrentaron a partido único en estadio neutral y clasificaron a la siguiente ronda los ocho ganadores.
| Fecha           | Estadio                      | Equipo 1              | Resultado     | Equipo 2                |
| --------------- | ---------------------------- | --------------------- | ------------- | ----------------------- |
| 31 de julio     | Único de San Nicolás         | Mitre (SdE)           | (2) 0 - 0 (3) | Temperley               |
| 6 de agosto     | Libertadores de América      | San Lorenzo           | 1 - 3         | Vélez Sarsfield         |
| 14 de agosto    | Libertadores de América      | Argentinos Juniors    | (4) 1 - 1 (5) | Huracán                 |
| 15 de agosto    | Centenario Ciudad de Quilmes | Talleres (RdE)        | (4) 1 - 1 (3) | Banfield                |
| 21 de agosto    | Único de San Nicolás         | Central Córdoba (SdE) | (3) 0 - 0 (2) | Newell's Old Boys       |
| 22 de agosto    | Ciudad de Lanús              | Barracas Central      | 0 - 1         | Gimnasia y Esgrima (LP) |
| 28 de agosto    | Mario Alberto Kempes         | Godoy Cruz            | 0 - 3         | Independiente           |
| 7 de septiembre | Malvinas Argentinas          | Boca Juniors          | (8) 1 - 1 (7) | Talleres (C)            |

### Cuartos de final
Los disputaron ocho equipos. Entre el 18 de septiembre y el 23 de octubre se enfrentaron a partido único en estadio neutral y clasificaron a la siguiente ronda los cuatro ganadores.
| Fecha            | Estadio                 | Equipo 1              | Resultado     | Equipo 2                |
| ---------------- | ----------------------- | --------------------- | ------------- | ----------------------- |
| 18 de septiembre | Único de San Nicolás    | Central Córdoba (SdE) | 2 - 1         | Temperley               |
| 19 de septiembre | Libertadores de América | Talleres (RdE)        | 0 - 1         | Huracán                 |
| 27 de septiembre | Ciudad de Lanús         | Vélez Sarsfield       | 1 - 0         | Independiente           |
| 23 de octubre    | Marcelo Bielsa          | Boca Juniors          | (2) 1 - 1 (1) | Gimnasia y Esgrima (LP) |

### Semifinales
Las disputaron cuatro equipos. El 24 de octubre y el 27 de noviembre se enfrentaron a partido único en estadio neutral y clasificaron a la siguiente ronda los dos ganadores.
| Fecha           | Estadio              | Equipo 1     | Resultado | Equipo 2              |
| --------------- | -------------------- | ------------ | --------- | --------------------- |
| 24 de octubre   | Único de San Nicolás | Huracán      | 1 - 2     | Central Córdoba (SdE) |
| 27 de noviembre | Mario Alberto Kempes | Boca Juniors | 3 - 4     | Vélez Sarsfield       |

### Final
La disputaron los ganadores de las semifinales. El 11 de diciembre se enfrentaron a partido único en estadio neutral.
| Fecha           | Estadio     | Equipo 1        | Resultado | Equipo 2              |
| --------------- | ----------- | --------------- | --------- | --------------------- |
| 11 de diciembre | 15 de Abril | Vélez Sarsfield | 0 - 1     | Central Córdoba (SdE) |

## Goleadores
| Jugador              | Equipo                  | Goles |
| -------------------- | ----------------------- | ----- |
| Rodrigo Atencio      | Central Córdoba (SdE)   | 4     |
| Edinson Cavani       | Boca Juniors            | 4     |
| Milton Giménez       | Banfield                | 3     |
| Claudio Aquino       | Vélez Sarsfield         | 2     |
| Nahuel Banegas       | San Martín (T)          | 2     |
| Agustín Bouzat       | Vélez Sarsfield         | 2     |
| Tomás Castro Ponce   | Atlético Tucumán        | 2     |
| Pablo de Blasis      | Gimnasia y Esgrima (LP) | 2     |
| Fernando Duré        | Talleres (RdE)          | 2     |
| Marcelo Estigarribia | Atlético Tucumán        | 2     |
| Esteban Fernández    | Newell's Old Boys       | 2     |
| José Florentín       | Central Córdoba (SdE)   | 2     |
| Federico Girotti     | Talleres (C)            | 2     |
| Matías González      | Banfield                | 2     |
| Iván Leguizamón      | San Lorenzo             | 2     |
| Alex Luna            | Independiente           | 2     |
| Mauro Méndez         | Estudiantes (LP)        | 2     |
| Miguel Merentiel     | Boca Juniors            | 2     |
| Francisco Pizzini    | Vélez Sarsfield         | 2     |
| Maximiliano Salas    | Racing Club             | 2     |
| Bruno Sepúlveda      | Banfield                | 2     |